# ديفيد شابيرو
ديفيد شابيرو (بالإنجليزية: David Shapiro)‏ هو اقتصادي أمريكي، ولد في 25 نوفمبر 1946.